# Środki upowszechniania reklamy
Środki upowszechniania reklamy - różne środki (media) przekazu reklamy różnią się kosztem (ceną), możliwością dotarcia z komunikatem reklamowym do wybranych segmentów publiczności czy firm.

## Telewizja
Telewizja jest drogim (wysoki koszt zarówno produkcji filmów reklamowych, jak i czasu antenowego), choć prawdopodobnie najskuteczniejszym, środkiem reklamy dóbr i usług konsumpcyjnych. Zaletą tego medium jest jego ogólnokrajowy, a nawet szerszy zasięg.

## Internet
Internet to coraz powszechniejsze i nabierające coraz większego znaczenia medium stanowi dynamicznie rosnący procentowo udział w rynku reklamowym. Dzieje się to głównie dzięki możliwości personalizowania przekazu, który za pomocą tematycznych serwisów może trafiać bezpośrednio do grup zainteresowanych konkretnymi usługami lub produktami. W każdym sezonie specjaliści od reklamy webowej kreują coraz to nowe kanały dotarcia do użytkowników internetu. Banery w najprzeróżniejszym kształcie, wyskakujące okienka, mailing, przekierowania aż wreszcie coraz popularniejsze reklamy w strumieniach video w niektórych branżach pozwalają powoli przenosić środek ciężkości reklam z innych mediów na internet. W reklamach kierowanych do młodzieży, dotyczących, np. sprzedaży multimediów do telefonów komórkowych, internet już wiedzie dominującą rolę. Duże postęp również nastąpił w sprzedaży usług specjalistycznych wymagających konfrontacji wielu ofert, np. przy wyborze kredytów hipotecznych.

## Radio
Radio jest tanim i bardzo powszechnym medium reklamowym. Operuje głosem i muzyką, dlatego umiejętnie łącząc te dwa elementy, i często powtarzając reklamę, można szczególnie skutecznie utrwalać w świadomości słuchaczy zwłaszcza nazwę firmy czy produktu oraz slogany reklamowe.

## Prasa
Reklama prasowa jest bardzo istotna dla egzystencji prasy. Za pośrednictwem prasy przekazywać można bardziej szczegółowe informacje o produkcie niż przez telewizję i radio. Przede wszystkim jednak, w odróżnieniu od telewizji, prasa daje możliwość bardziej selektywnego docierania z reklamą do wybranych segmentów publiczności: kobiet, hobbystów, właścicieli samochodów czy psów, różnego rodzaju profesjonalistów itp.

### Prasa regionalna
Prasa regionalna ma z reguły wiernych czytelników, ma też często pozycję monopolisty na danym terenie, jest więc dobrym środkiem przekazu reklamy do społeczności lokalnych.

### Gazety
Gazety, ze względu na częstotliwość ukazywania się, są dobrym środkiem przekazu reklamy wtedy, gdy decyduje aktualność, a więc w wypadku reklamy informującej o konkursach, wyprzedażach, przecena]ch, imprezach promocyjnych itp.

### Czasopisma
Czasopisma mają z reguły większy prestiż, a ich czytelnicy należą przeważnie do grup, których dochody kształtują się powyżej dochodów średnich. Każdy egzemplarz czasopisma jest na ogół czytany przez wiele osób, są one przechowywane, a nawet kolekcjonowane (zwłaszcza pisma hobbystyczne) przez długi czas.

## Kino
Reklama kinowa ma w przybliżeniu te same zalety i wady, co reklama telewizyjna. Reklama kinowa to dobry środek dotarcia do młodzieży. W odróżnieniu od telewizji reklama kinowa nie oddziałuje na odbiorców w sposób powtarzalny.

## Out-door
Reklama zewnętrzna (out-door) prezentowana jest na ulicach, drogach itp. Najważniejszym środkiem reklamy zewnętrznej są plansze reklamowe czyli (plakaty, tablice, billboardy). Warunkiem skuteczności plansz reklamowych jest nie tylko właściwe ich zaprojektowanie, ale również taka lokalizacja w stosunku do strumieni przechodniów i samochodów, sieci transportu publicznego itp., by ich treści docierały do możliwie największej liczby osób. Zaletą plansz reklamowych jest możliwość skoncentrowania akcji promocyjnej na ściśle określonym obszarze. Kontakt widza z planszami reklamowymi jest krótki, dlatego najważniejszym elementem tej formy reklamy musi być symbol, nazwa firmy i marka, a nie tekst słowny.

## Inne formy reklamy zewnętrznej
Billboardy, k-boardy, kasetony świetlne, bannery, litery przestrzenne, stand-upy, szyldy, reklama na środkach transportu.
Reklamy można również umieszczać na samochodach firmy, na torbach wręczanych nabywcom w sklepach.